# ثعالب ثخينة الذيل
ثعالب ثخينة الذيل (من الكلمة اليونانية «كلب الذيل» ) وهو جنس من الكلبيات يضم الثعلب الرمادي (Urocyon cinereoargenteus) والثعلب الجُزر (Urocyon littoralis). تم العثور على هذين النوعين من الثعالب في نصف الكُرة الغربي. يشير تسلسل الجينوم الكامل إلى أن ثعالب ثخينة الذيل هي أكثر أنواع الكائنات الحية القاعدية. كما تم العثور على حفريات يُعتقد أنها سلف الثعلب الرمادي (Urocyon Progressus)، في كانساس ويعود تاريخها إلى العصر الجليدي العلوي، مع بعض العينات غير الموصوفة التي يرجع تاريخها إلى زمن أقدم.

## الأنواع الموجودة
| صورة | الاسم العلمي             | اسم شائع   | توزيع |
| ---- | ------------------------ | ---------- | --- |
|      | Urocyon cinereoargenteus | ثعلب رمادي | النصف الجنوبي من أمريكا الشمالية من جنوب كندا إلى الجزء الشمالي من أمريكا الجنوبية (فنزويلا وكولومبيا) ، باستثناء جبال شمال غرب الولايات المتحدة |
|      | Urocyon littoralis       | ثعلب الجزر | جزر القنال (قبالة ساحل جنوب كاليفورنيا) |

## ثعلب كوزومل
يعتبر ثعلب كوزومل ثعلبًا رماديًا صغيرًا مُنقرضًا أو مهددًا بالانقراض بشكل خطير يوجد في جزيرة كوزومل بالمكسيك. كانت آخر مشاهدة تم الإبلاغ عنها في عام 2001 ، ولكن لم يتم إجراء دراسات استقصائية التي تركز على هذا النوع بعد. لم يتم وصف ثعلب كوزومل علميًا، فهو قزمي الشكل كما هو الحال في ثعلب الجزر، ولكنه أكبر قليلاً حيث يصل حجمه إلى ثلاثة أرباع حجم الثعلب الرمادي. لا توجد جلود أو جماجم كاملة لثعلب كوزومل في أي معارض، لذلك قام العلماء بشكل أساسي بفحص الأحافير الفرعية التي تم جمعها خلال الحفريات الأثرية لحضارات المايا التي سكنت الجزيرة منذ حوالي 1500 إلى 500 عام. عند تقييم العظام لحوالي 12 فردًا بالغًا، استنتج العلماء أن ثعلب كوزومل صغير جدًا - حوالي 60-80٪ من حجم الجسم لعينات البر الرئيسي الأخرى. لقد تم عزله في الجزيرة لمدة 5000 عام على الأقل، وربما لفترة أطول بكثير. قد يشير هذا إلى أن استعمار ثعالب ثخينة الذيل لجزيرة كوزوميل يسبق استعمار البشر. 

## الأنواع المنقرضة
| اسم النوع       | اكتب عصر |
| --------------- | --- |
| U. citrinus     | أنواع جديدة. إيرفينغتونيان المبكر ، مقاطعة سيتريس ، فلوريدا .                                                                                     |
| U. galushai     | أنواع جديدة. أواخر بلانكان ، وادي سان سيمون ، مقاطعة جراهام ، أريزونا.                                                                            |
| U. minicephalus | مارتن ، 1974. أواخر إيرفينغتونيان ، مقاطعة سمتر ، فلوريدا.                                                                                        |
| U. progressus   | ستيفنز ، 1965. أوائل بلانكان ، مقاطعة ميد ، كانساس. وجدت مراجعة لاحقة أن المادة تمثل Urocyon ، ولكن بسبب الشظايا القليلة لا يمكن تشخيص هذا النوع. |
| U. webbi        | أنواع جديدة. وسط هيمفيليان ، مقاطعة الحمضيات ، فلوريدا.                                                                                           |